# Werner Reuther
Werner Reuther (* 16. Februar 1925 in Harthau; † 30. März 2016 in Eichwalde) war ein deutscher Polizeioffizier. Er war Generalleutnant der Deutschen Volkspolizei (DVP) und Stellvertreter des Ministers des Innern der DDR.

## Leben
Der Sohn eines Arbeiters machte nach dem Besuch der Volksschule eine Lehre als Technischer Zeichner, wurde 1943 zur Wehrmacht  eingezogen und geriet im Mai 1945 in britische Kriegsgefangenschaft, aus der er bereits im Juni 1945 entlassen wurde.
Er arbeitete zunächst als Waldarbeiter, trat 1945 der KPD und nach der Zwangsvereinigung von SPD und KPD 1946 der SED bei. Er wurde 1946 Angehöriger der DVP und war bis 1950 Schutzpolizist in seinem Heimatort Harthau bei Chemnitz. Er war am Bau der Sosa-Talsperre beteiligt, die von 1949 bis 1952 als erstes FDJ-Jugendobjekt errichtet wurde. Im Jahr 1950 ging er zur Hauptverwaltung der DVP nach Berlin, war als Nachfolger von Günther Fischer von 1960 bis 1970 Leiter der Hauptabteilung Pass- und Meldewesen des Ministeriums des Innern (MdI) (seit 1961 als Oberst der VP) und als solcher an der Durchführung der Passierscheinabkommen beteiligt. Nach dem Besuch einer sowjetischen Militärakademie war er von 1971 bis 1974 Stellvertretender Chef der DVP und wurde am 26. Juni 1973 von Erich Honecker zum Generalmajor ernannt. Nach dem Besuch der Parteihochschule „Karl Marx“ 1973/74 wurde er am 3. Mai 1974 als Nachfolger von Gerd Uhlig Stellvertreter des Ministers des Innern und Chef der Politischen Verwaltung und blieb bis 1990 im Amt. Von 1976 bis 1989 war er Kandidat des ZK der SED. Er wurde am 30. Juni 1978 zum Generalleutnant befördert. Reuther starb im Alter von 91 Jahren in Eichwalde.

## Auszeichnungen
- 1964 Vaterländischer Verdienstorden in Bronze, 1975 in Silber und 1985 in Gold
- 1968 Ehrentitel Verdienter Volkspolizist der Deutschen Demokratischen Republik
- 1973 Orden Banner der Arbeit